# آل وود
آل وود (بالإنجليزية: Al Wood)‏ مواليد 2 يونيو 1958 في غراي، هو لاعب كرة سلة أمريكي معتزل. بدأ مسيرته الاحترافية في سنة 1981. تم اختياره من قبل فريق أتلانتا هوكس خلال الدرافت. يبلغ طوله 6 قدم 6 بوصة (2.0 م). اعتزل اللعب في 1991. أحرز خلال مسيرته في الإن بي إيه 4902 نقطة بمعدل 11.8 نقطة في المباراة الواحدة.

## المسيرة الاحترافية
لعب مع أتلانتا هوكس في موسم 1981–1982، ثم لعب مع لوس أنجلوس كليبرز في سنة 1983، ثم لعب مع سياتل سوبرسونيكس من سنة 1983 إلى 1986، ثم لعب مع دالاس مافيريكس في موسم 1986–1987، ثم لعب مع رير فينيزيا مستري في موسم 1987–1988.

## روابط خارجية
- آل وود على موقع إن بي أي (الإنجليزية)
- آل وود على موقع سبورتس رفرنس (الإنجليزية)
- آل وود على موقع كلية كرة السلة في سبورتس رفرنس.كوم (الإنجليزية)
- آل وود على موقع ريلجم (الإنجليزية)
- آل وود على موقع بروبوليرز (الإنجليزية)